# Harslebener Berge und Steinholz
Koordinaten: 51° 49′ 41″ N, 11° 4′ 55″ O

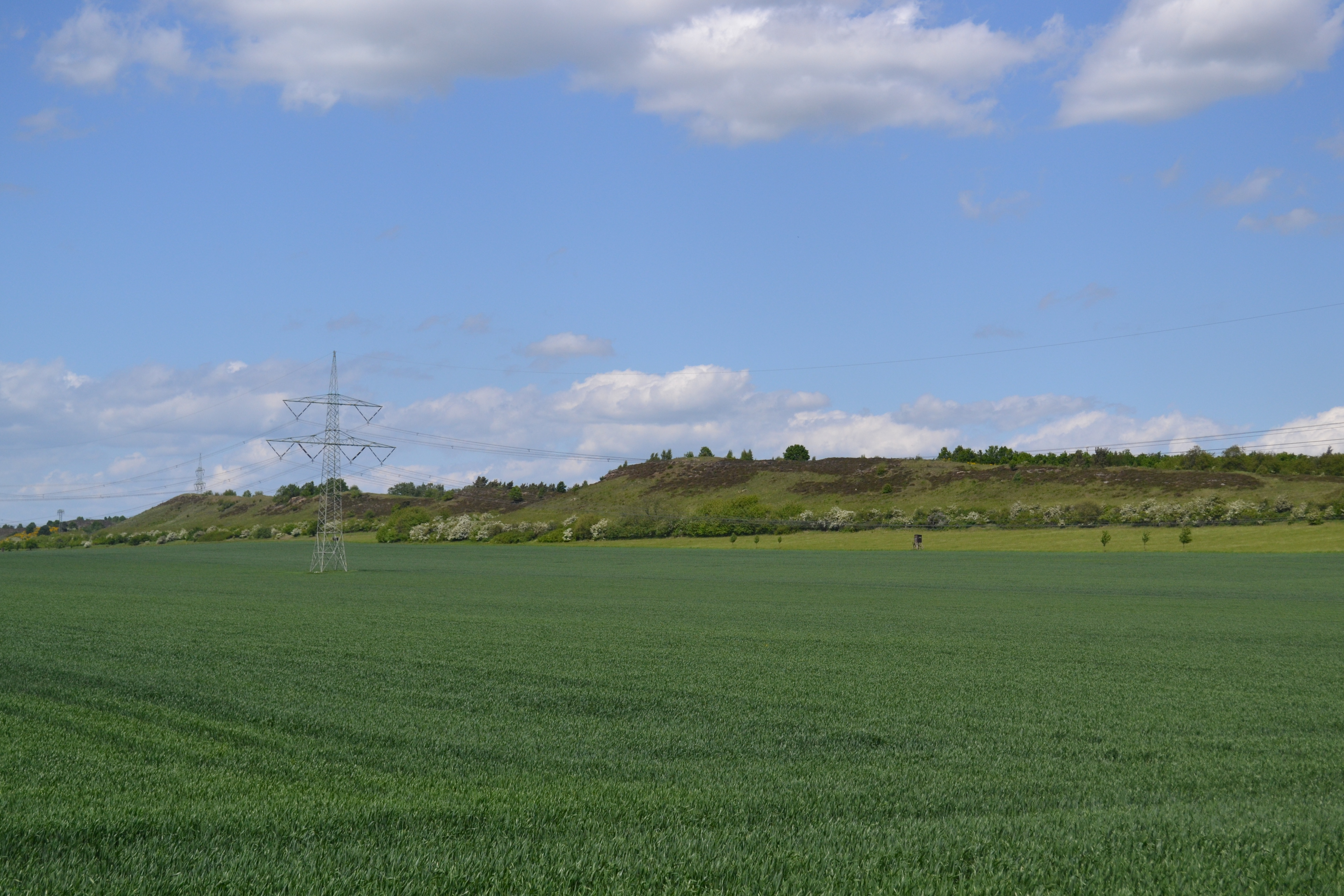
Harsleber Berge

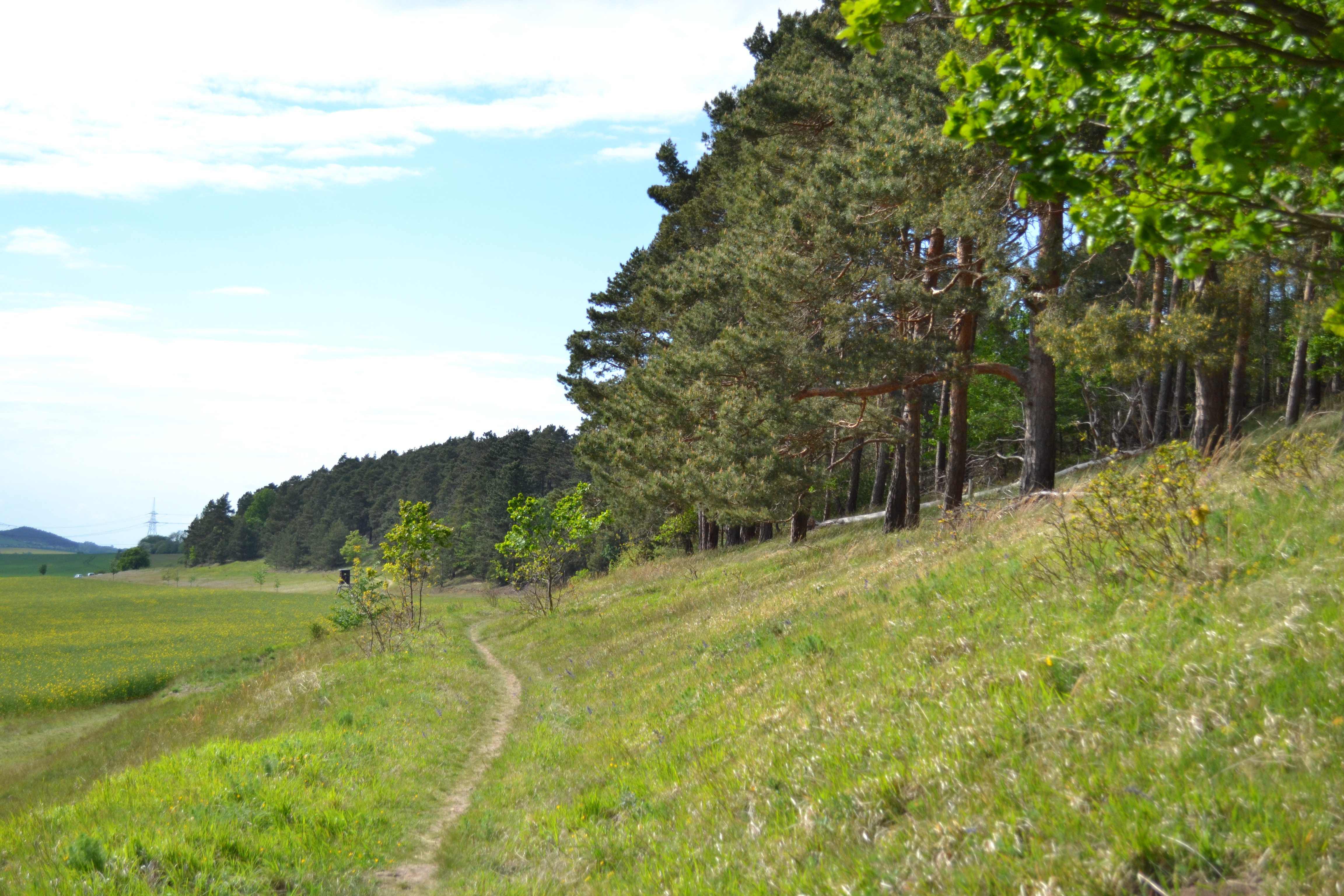
Steinholz Südseite

Das Harslebener Berge und Steinholz ist ein Naturschutzgebiet in der Gemeinde Harsleben und den Städten Quedlinburg und Thale im Landkreis Harz in Sachsen-Anhalt.

## Allgemeines
Das Naturschutzgebiet mit dem Kennzeichen NSG 0062 ist rund 251 Hektar groß. Es ist vollständig Bestandteil des rund 261 Hektar großen FFH-Gebietes „Harslebener Berge und Steinholz nordwestlich Quedlinburg“ und vom Landschaftsschutzgebiet „Harz und Vorländer“ umgeben. Das Gebiet steht seit 1967 unter Schutz (Datum der Verordnung: 11. September 1967). Zuständige untere Naturschutzbehörde ist der Landkreis Harz.

## Beschreibung
Das Naturschutzgebiet liegt südlich von Halberstadt und nordwestlich von Quedlinburg im Naturpark Harz/Sachsen-Anhalt. Es stellt ein Trockenwaldgebiet und Trocken-, Halbtrocken- und Magerrasen auf den Harslebener Bergen, einem langgezogenen Höhenzug im nördlichen Harzvorland, unter Schutz. Die Waldbereiche werden überwiegend von naturnahen Eichen-Buchen- und Eichenwäldern eingenommen. Daneben sind auch naturferne Nadelforste vorhanden. Die offenen Bereiche werden von Trocken- und Magerrasen eingenommen. Auf sandigen Standorten wächst auch Heide. Hier sind u. a. Besenheide, Großblütige Braunelle, Gelbe Skabiose, Fiederzwenke, Mittleres Zittergras, Kleines Habichtskraut, Tausendgüldenkraut, Augentrost, Sandthymian, Adonisröschen, Rundblättrige Glockenblume, Hasen-Stäubling und Hasen-Öhrling zu finden. Im Naturschutzgebiet, das größtenteils von landwirtschaftlichen Nutzflächen umgeben ist, sind mehrere kleine Ackerflächen vorhanden.
Zu den Brutvögeln im Naturschutzgebiet zählen unter anderem Uhu, Baumfalke, Sperber, Neuntöter, Steinschmätzer, Sperbergrasmücke, Pirol, Grauammer und Rebhuhn. Amphibien und Reptilien sind u. a. durch Kammmolch, Zauneidechse und Glattnatter vertreten. Im Naturschutzgebiet sind auch verschiedene Fledermäuse wie Mopsfledermaus, Bechsteinfledermaus und Großes Mausohr sowie zahlreiche Schmetterlinge heimisch. Bemerkenswerte Arten sind darüber hinaus Spornzikade, Steinläufer, Röhrenspinne und die Schnecken Chondrula tridens (Dreizahn-Vielfraßschnecke) und Cecilioides acicula (Blindschnecke).
Am Rand des Naturschutzgebietes verläuft ein Weg, an dem sich das Naturdenkmal Steinholz-Linden befindet. Auf dem Petersberg befindet sich das Kulturdenkmal Steinholzwarte